# Quận Jerauld, South Dakota
Quận Jerauld là một quận thuộc tiểu bang Nam Dakota, Hoa Kỳ. Quận lỵ đóng ở Wessington Springs6. Quận được đặt tên theo. Dân số theo điều tra năm 2000 của Cục điều tra dân số Hoa Kỳ là 2295 người.

## Địa lý
Theo Cục điều tra dân số Hoa Kỳ, quận này có diện tích 1372 km2, trong đó có 7 km2 là diện tích mặt nước.